# سان هانگبین
سان هانگبین (انگلیسی: Sun Hongbin؛ زادهٔ ۱۹۶۳ (۶۱–۶۲ سال)) کارآفرین و سرمایه‌دار اهل چین است.